# Radio (rueda)

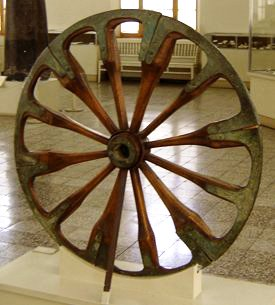
Rueda con radios, que se estima que fue utilizada en el 2000 a. C. Fue descubierta en Choqa Zanbil y se exhibe en el Museo Nacional de Irán (en Teherán).

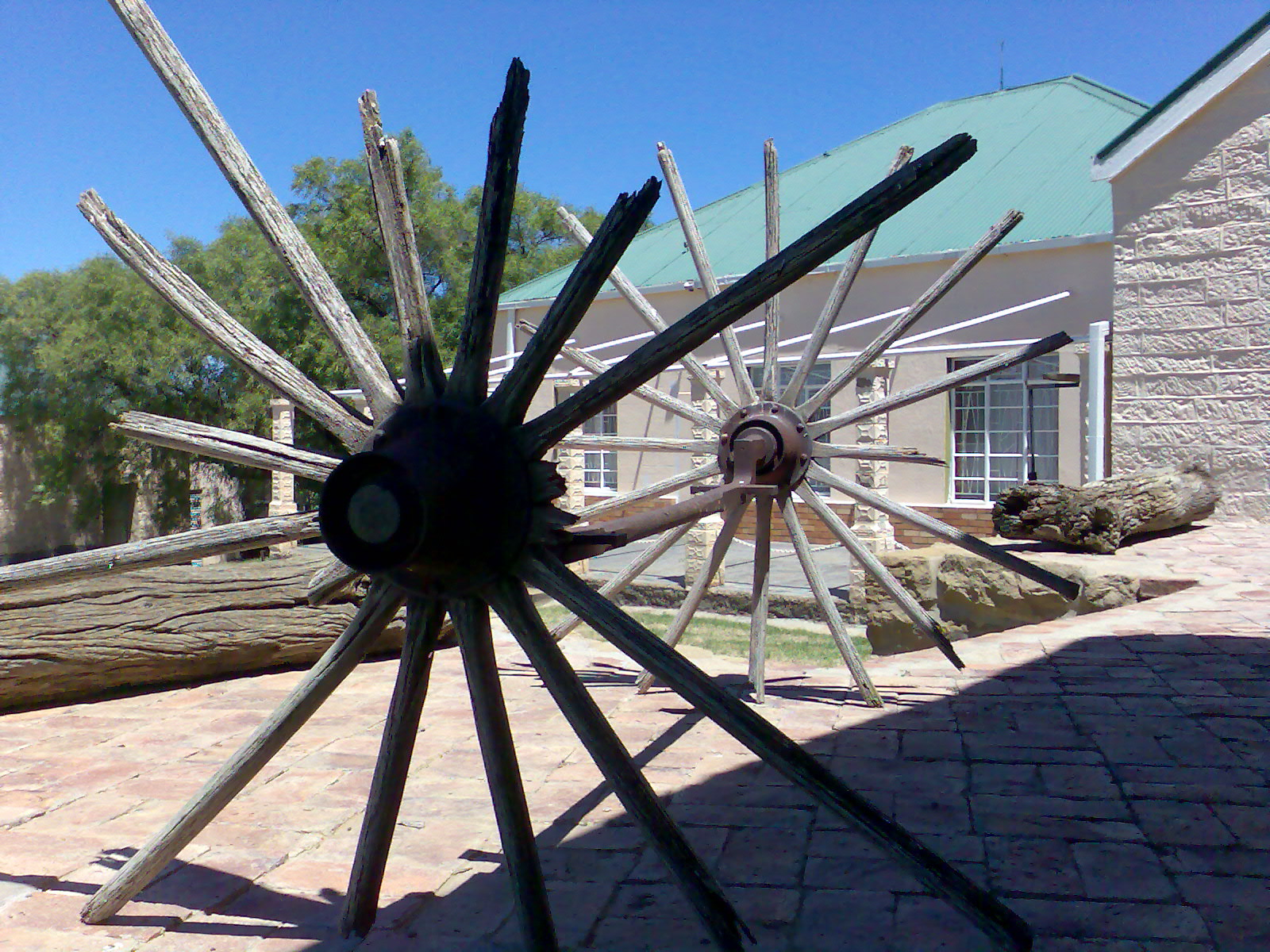
Restos de un par de ruedas de carro con eje metálico.

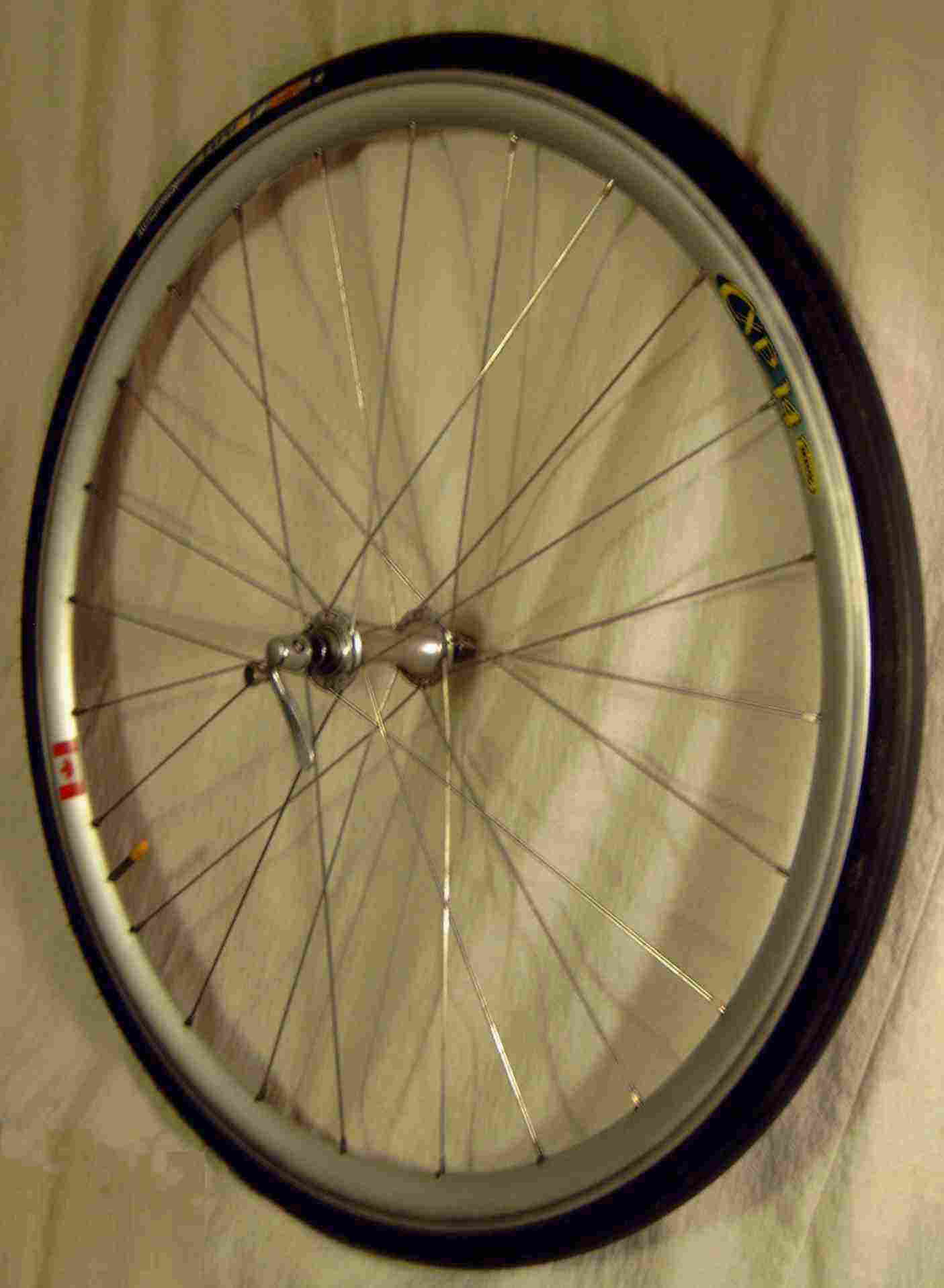
Radios de metal en una rueda de bicicleta.

Un radio, rayo, varilla, o ray, de una rueda es cada una de las barras que une rígidamente la zona central con la perimetral. El centro conecta con un eje que, a veces, transmite a la rueda la tracción motriz.

## Historia
Las primeras ruedas estaban constituidas por simples discos de madera con una perforación central para poder insertarlas en un eje. La invención de la rueda con radios se estima que surge durante la llamada cultura andrónovo (2000-1200 a. C.), en una región situada al norte de Asia Central y posibilitó la construcción de vehículos mucho más ligeros y rápidos.
Las primeras ruedas con radios de madera fueron utilizadas en carros y carruajes tirados por animales. En los primeros automóviles, también se emplearon ruedas con radios de madera, de un tipo similar al usado en los carros de artillería.

## Materiales
Los radios pueden ser de madera, metal o fibra sintética, dependiendo del uso que se le dará y las tensiones de tracción, torsión o compresión que sufrirán los mismos.

### Tensiones en los radios
En una rueda, una carga en el eje hace que la banda de rodamiento se deforme ligeramente contra el suelo, quedando los radios inferiores sometidos a fuerzas de compresión (acortándose o flectando ligeramente), y los superiores a fuerzas de tracción (alargándose y tensándose ligeramente).
Las ruedas cuyos radios son alambres tensados (como las de las bicicletas), mejoran su comportamiento, pues los radios apenas sufren deformaciones al compensarse las tensiones de compresión con las de tensado. Además, se suelen montar tangencialmente a la zona cilíndrica central, para optimizar su buen comportamiento a tracción y evitar los esfuerzos de torsión que se transmiten, principalmente, tanto al acelerar como al frenar.